# Похитителят на мълнии
Похитителят на мълнии (на английски: The Lightning Thief) е фентъзи/приключенски роман базиран на гръцката митология, първият роман за юноши, написан от автора Ричард Ръсел Риърдън. Романът е първият от поредицата Пърси Джаксън и боговете на Олимп, която описва приключенията на 12-годишния Пърси Джаксън, когато открива, че е полубог, син на смъртна жена и гръцкия бог Посейдон. Пърси и приятелите му отиват на мисия, за да предотвратят апокалиптична война между гръцките богове Зевс, Посейдон и Хадес.
Риърдън завършва писането на ръкописа през 1994. Похитителят на мълнии е приет от Bantam Books през 1997 и чрез търг е продаден на Miramax Books, преди да бъде издаден на 28 юли 2005. Книгата е продадена в над 1,2 милиона копия за четири години, влиза в списъка на бестселъри на New York Times и получава много награди. Адаптирана е във филма Пърси Джаксън и боговете на Олимп: Похитителят на мълнии, който излиза по кината на 12 февруари 2010. Втората част от поредицата се нарича Морето на чудовищата.

## Резюме
Похитителят на мълнии използва древногръцката митология в днешно време. Книгата е написана в забързан, увлекателен стил, съчетан с чувство за хумор.

### Сюжет
Пърси Джаксън е 12-годишно момче с диагноза СДВ и дислексия, който е бил изключен от много училища. Пърси отива на пътешествие с майка си Сали и приятеля си Гроувър, който се оказва сатир. По пътя Гроувър казва на Сали да заведе Пърси в специален лагер за защита. Докато пътуват към лагера, те са нападнати от минотавър, който хваща майката на Пърси за гърлото. Тя се разгражда в златен дъжд от светлина, докато Гроувър и Пърси се опитват да избягат.
Пърси се събужда и разбира, че е пристигнал в тайния лагер на Нечистокръвните, където се обучават полубогове. Пърси се нанася в хижата на Хермес под грижата на Люк, отговорника на хижата. По време на играта Улови знамето, Пърси е нападнат от децата на Арес. Той се спасява щом стъпва в поток и се разбира, че е син на Посейдон, когато тризъбеца на Посейдон се появява над главата му. Посейдон е нарушил клетвата на тримата велики богове, която са дали с Хадес и Зевс след Втората световна война, да нямат повече деца, тъй като поколението им е твърде силно. Зевс, разбирайки че Посейдон е нарушил клетвата, смята, че Посейдон е накарал сина си да открадне мълнията. Пърси има 10 дни преди лятното слънцестоене, за да я открие, като според Хирон тя е открадната от Хадес. Пърси тръгва
на приключението, а Люк му дава магическите си летящи маратонки. Пърси, заедно с Гроувър и дъщерята на Атина Палада Анабет, тръгват на запад към входа към Подземното царство в Лос Анджелис. По пътя срещат бога на войната Арес, който казва на Пърси, че майка му е затворена в Подземното царство. Там маратонките от Люк, дадени на Пърси, тръгват към дупката на Тартар, но за щастие в тях е Гроувър, който успява да измъкне копитата си. Пърси се изправя срещу Хадес, според който, освен мълнията на Зевс, Пърси е откраднал и неговия Шлем на мрака, позволяващ на притежателя му да се превръща в сянка. Пърси осъзнава, че Люк го е измамил, когато намира мълнията в щита, който му е дал. Той се измъква от Подземния свят, принуден да остави Гровър. След това Пърси се сражава с Люк и го побеждава, като наранява петата му. Люк дава на Пърси Шлема на мрака, който Пърси връща на Хадес. Пърси стига навреме до Ню Йорк, където на върха на Емпайър Стейт Билдинг e Олимп, и връща мълнията на Зевс. Пърси се завръща в лагера, след като научава, че майка му е жива. Той се среща с Люк, който му признава, че е откраднал мълнията за Кронос. Той повиква отровен скорпион, който ожилва Пърси, но той се измъква и оживява. Хирон го изцелява и Пърси си тръгва, за да отиде в друго училище, намерено от майка му.

### Главни герои
- Пърси Джаксън: Главният герой; 12-годишно момче с диагноза СДВ и дислексия. Пърси научава, че е син на гръцкия бог Посейдон и че неговата диагноза се среща при всички полубогове, познати като нечистокръвни. Той тръгва на пътешествие, за да намери мълнията на Зевс и да предотврати война между боговете.
- Анабет Чейс: 12-годишна дъщеря на богинята Атина. Анабет пристига в лагера на Нечистокръвните благодарение на Люк Кастелан и Талия Грейс. Помага на Пърси след като е нападнат от Минотавъра и по време на мисията му да открие мълнията на Зевс. Анабет е отишла в лагера на Нечистокръвните, още когато е била на 7 и притежава огърлица, която има по една перла за всяка година, която е преживяла в лагера.
- Гроувър Андъруд: Гроувър е сатир и най-добър приятел на Пърси. Първоначално е под прикритие като обикновено момче в търсене на полубогове. Той води Пърси в лагера след като майка му е хваната и го придружава на мисията за мълнията на Зевс. Неговата мечта е да бъде търсач, за да може да открие бога на дивото, Пан.
- Люк Кастелан: Главният антигерой и син на Хермес; той е отговорник на хижата на Хермес и помага на Пърси да се научи да се бие. По-късно предава Пърси и се оказва, че работи за титана Кронос.
- Хирон: син на Кронос, кентавър (полукон и получовек); първоначално се появява в инвалидна количка като г-н Брунър, преподавателя по латински на Пърси. Директор по занятията в лагера на Нечистокръвните.
- Дионис: бога на виното, наказан от Зевс да е директор на лагера на Нечистокръвните.

## Развитие
Развитието на Похитителят на мълнии, както и на поредицата Пърси Джаксън като цяло започва, когато Риърдън започва да измисля истории за сина си Хейли, който има диагноза СДВ и дислексия. Неговият син е учил гръцка митология във втори клас и иска баща му да измисля приказки за лека нощ, свързани с гръцките митове. Риърдън е преподавател по гръцка митология и успява да задоволи сина си с достатъчно истории. Скоро митовете на Риърдън свършват и синът му поискал да измисли нови, като използва същите герои от гръцките митове, както и да добави нови. Така Риърдън създава героя Пърси Джаксън, прототип на Персей, който пътува из САЩ, за да открие мълнията на Зевс. След като свършва с разказа, синът му поисква да напише книга за приключенията на Пърси.

## Филмова адаптация
През юни 2007, 20th Century Fox получават права за филм по книгата. През април 2007, режисьора Крис Кълъмбъс е нает за проекта. Логан Лерман е Пърси Джаксън, а Брандън Т. Джаксън е Гроувър Ъндърууд, сатира. Александра Дадарио играе Анабет, а Джейк Абел е в ролята на Люк Кастелан. Пиърс Броснан играе Хирон. Филмът се нарича Пърси Джаксън и боговете на Олимп: Похитителят на мълнии и излиза по кината на 12 февруари, 2010.

## Продължение
Похитителят на мълнии е последван от Морето на чудовищата. Там, Пърси и Анабет спасяват Гроувър, който е затворен от Полифем, циклопа и намират Златното руно, за да спасят лагера. Те са придружени от полубрата на Пърси, Тайсън и дъщерята на Арес Клариса по време на мисията.
Както Похитителят на мълнии, тя печели няколко награди и получава главно позитивни ревюта. Продадена в над 100 хил. копия.

## Чуждестранни издания
Похитителят на мълнии е издадена на френски, немски, испански, фински, шведски, иврит и португалски и др. През 2008 е издадена на сръбски. Френското издание е познато като Le voleur de foudre. Немското издание е Diebe im Olymp. Тези двете, включително испанското El ladrón del rayo, са издадени през 2006. Трите превода на книгата, Salamavaras, на фински, O ladrão de raios, на бразилско-португалсики, докато в Португалия се нарича „Os Ladrões do Olimpo“ (Крадците на Олимп), и פרסי ג׳קסון וגנב הברק. or Persi G'eḳson ṿe-ganav ha-baraḳ на иврит бяха публикувани през 2008. На сръбски се нарича Kradljivac munje.

### Издание в България
В България книгата е издадена на 9 февруари 2010 г. от издателство Егмонт България в превод на Владимир Молев.